# Läggmatch
Läggmatch kallas en match inom sport där någon av de tävlande väljer att medvetet förlora.

## Orsaker till läggmatcher

### Ekonomiska
Läggmatcher kan ha ett ekonomiskt motiv, till exempel att ett kriminellt nätverk satsar pengar, och mutar eller hotar de aktiva genom att erbjuda dem pengar vid förlust eller tappad poäng. Det kallas vadslagningsbedrägeri. Sådana läggmatcher anses vara mycket allvarliga inte bara ur idrottslig synpunkt utan även ur juridisk sådan, och rättssamhället kopplas in.

### Idrottsliga
Läggmatcher kan också ha ett idrottsligt motiv. Dessa är svårare att avslöja, och är inte förbjudna, men räknas av många som "osportsligt". Istället riktas kritiken då ofta mot hur evenemangets spelformat är upplagt, och rena utslagsturneringar eller lottning av utslagsmatcherna förespråkas ibland för att undvika fenomenet.
Inom stora evenemang i lagspel, till exempel fotboll, där gruppspel följs av en utslagsturnering kan det i vissa fall hända att ett lag får en motståndare som anses lättare att vinna över om det förlorar en match med flit.
Vid Världsmästerskapet i fotboll 1974 i Västtyskland anklagades Västtyskland för att ha lagt sig mot Östtyskland i det inledande gruppspelet för att slippa möta Nederländerna i det andra gruppspelet.
Vid den olympiska fotbollsturneringen 1988 i Seoul anklagades Västtyskland för att ha lagt sig mot Sverige för att få möta Zambia i stället för Italien.
Vid världsmästerskapet i bandy 2001 i Finland och Sverige beskylldes Finland för att avsiktligt ha lagt sig mot Kazakstan och förlorat med 7-12, för att slippa spela semifinal mot Ryssland och i stället få möta Sverige .
Vid den olympiska ishockeyturneringen för herrar 2006 i Turin i Italien anklagades Sveriges herrlandslag i ishockey för att i sista gruppspelsmatchen ha lagt sig mot Slovakien för att få möta Schweiz i stället för Kanada. Peter Forsberg som deltog i landslaget under turneringen erkände senare att Sverige hade spelat läggmatch.
Det kan också uppstå situationer där två lag med goda relationer, till exempel goda grannländers landslag, tjänar på att samarbeta mot ett visst resultat. Vid Världsmästerskapet i fotboll 1982 i Spanien anklagades Västtyskland och Österrike för att medvetet ha försökt spela bort Chile och Algeriet. Under Europamästerskapet i fotboll 2004 i Portugal blev Sverige och Danmark anklagade för att samarbeta mot resultatet 2-2, vilket tog båda lagen vidare. Inget sådant samarbete kunde bevisas.
Läggmatcher kan även ha med prestige att göra. Till exempel kanske lag vill se laget från samma ort eller en rivaliserande ort bli utslagna. Sådant är numera mera önskat av fans än aktiva, till exempel då fans till Djurgårdens IF ville se sitt favoritlag förlora mot IF Elfsborg så att inte AIK skulle vinna Fotbollsallsvenskan 2006. IF Elfsborg vann, men någon större misstanke om läggmatch kom aldrig. Ett senare exempel är när Örebro SK med avsikt förlorade mot Djurgården i september 2017 med 1-4, efter att ha besegrat guldkonkurrenten Malmö FF veckan innan.

### Politiska
Motiven kan även vara politiska, då stater med olika grader av "kyliga" relationer till varandra inte vill se varandra gå vidare.

### Fotnoter
1. ↑  Aftonbladet 31 mars 2001 - De ville inte vinna
2. ↑  Aftonbladet 18 december 2011 - Forsberg: Slovakien var en läggmatch